# Tafamidis
Tafamidis, vendido sob a marca Vyndaqel, entre outros, é um medicamento usado para tratar amiloidose por transtirretina. É tomado por via oral. Pode ser interrompido após um transplante de fígado.
Os efeitos secundários comuns incluem dor abdominal, diarreia e infecção. Acredita-se que o uso durante a gravidez prejudique o bebé. Atua estabilizando a proteína transtirretina, diminuindo assim os amiloides.
Tafamidis foi aprovado para uso médico na Europa em 2011 e nos Estados Unidos em 2019. No Reino Unido, um mês de 20 mg por dia custava ao NHS cerca de 10.700 libras em 2021. Este valor nos Estados Unidos ficava pelos 4.900 dólares.